# Erdenebatyn Tsendbaatar
Erdenebatyn Tsendbaatar est un boxeur mongol né le 16 octobre 1996.

## Carrière
Sa carrière amateur est principalement marquée par une médaille de bronze remportée aux championnats du monde d'Iekaterinbourg en 2019 dans la catégorie des poids coqs et une médaille d'or remportée aux championnats d'Asie de 2019 dans la catégorie des poids légers.

## Palmarès

### Championnats du monde
- Médaille de bronze en -57 kg en 2019 à Iekaterinbourg, Russie

### Championnats d'Asie
- Médaille d'or en -60 kg en 2019 à Bangkok, Thaïlande

Jeux de la francophonie 
[ [medaille | OR